# 安阳师范学院
安阳师范学院，（英語：Anyang Normal University，简称：安阳师院、AYNU），创办于1908年，初称彰德府安阳县师范传习所，此后经过数度整合，1949年7月被平原省人民政府命名为平原省立安阳师范学校，1958年改建为河南省安阳师范专科学校，1978年国务院发文恢复校名为安阳师范专科学校，2000年经教育部批准升格为安阳师范学院。安阳师院是一所综合性普通高等学校，现址位于中国河南省安阳市。

## 校史

### 1908年—1949年
安阳师范学院的前身是彰德府安阳县师范传习所，创办于光绪三十四年（1908年）。是为安阳初等师范教育的开端。创办之初，传习所仅有学生54人，到宣统元年（1909年）发展到100人。1912年民国建立后，颁布了《师范教育令》和《师范学校规程》，之后的1916年，校长罗桂生在西钟楼巷尚志两等小学堂内附设一年制师范讲习所1个班、初等师范班2个班。1917年，尚志两等小学被撤销，改为安阳县师范讲习所。1919年夏，安阳县师范讲习所迁至学巷街府学内，学制改为两年制。1928年安阳县师范讲习所更名为安阳县立师范学校，并将学制改为三年制。1935年又易名为安阳县立简易乡村师范学校并改学制为四年制。同一时期，伴随着1925年“五卅”反帝爱国运动的爆发，民办的安阳女子师范学校诞生，但由于经费无着、地方动乱四起，学校很快处于暂时停顿状态。1928年，经安阳县教育行政委员会议决，安阳女子师范学校迁至县西街路南（原同善济世社旧址），正式成立安阳县立女子师范学校，学制三年；后于1935年易名为安阳县立女子简易乡村师范学校，亦改为四年制。1937年抗日战争全面爆发，日军侵占安阳，两校被迫停办。而日伪政府则于1939年在马号街原大公中学校址成立彰德县立师范学校。1945年抗日战争胜利后，彰德县立师范学校被国民党安阳县政府教育局接收，易名为安阳县立师范学校。1946年，抗战前停办的安阳县立简易乡村师范学校和安阳县立女子简易乡村师范学校也先后奉命恢复。